# Адміністративний поділ Сан-Томе і Принсіпі

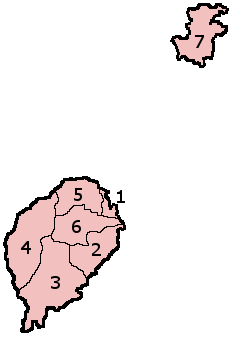
Райони Сан-Томе і Принсіпі

Держава Сан-Томе і Принсіпі у адміністративно-територіальному відношенні поділяється на 2 провінції, які у свою чергу складаються із 7 районів (6 районів у складі острова Сан-Томе та один — на острові Принсіпі).

## Провінції
| Провінція | Площа, км² | Населення, осіб (2012) | Центр         |
| --------- | ---------- | ---------------------- | ------------- |
| Сан-Томе  | 859        | 179 814                | Сан-Томе      |
| Принсіпі  | 142        | 7 542                  | Санту-Антоніо |

## Райони
| № | Район       | Площа, км² | Населення, осіб (2012) | Центр                  |
| - | ----------- | ---------- | ---------------------- | ---------------------- |
| 1 | Агуа-Гранде | 17         | 73 091                 | Сан-Томе               |
| 2 | Кантагалу   | 119        | 18 194                 | Сантана                |
| 3 | Кауї        | 267        | 6 887                  | Сан-Жуан-душ-Анголареш |
| 4 | Лемба       | 230        | 15 370                 | Невіш                  |
| 5 | Лобата      | 105        | 20 007                 | Гвадалупе              |
| 6 | Мі-Зочі     | 122        | 46 265                 | Триндаді               |
| 7 | Паге        | 142        | 7 542                  | Санту-Антоніо          |